# Задарски мементо
„Задарски мементо” је југословенски и хрватски филм из 1984. године. Режирао га је Јоаким Марушић а сценарио је написао Мартин Итковић.

## Радња
Пред крај Првог светског рата, сиромашни сеоски младић Кршеван починио је убиство у самоодбрани те да би спасио живот бежи у Задар који је припао Италији. Тешко доживљава судбину емигранта, разапет чежњом за домом и вољеном девојком, трпећи уцену талијанских власти. Његова беда и неукост главни су разлог да постаје талијански шпијун. Након трагичне смрти девојке, жени се бившом опатицом. Кад избије Други светски рата, жена му умире на порођају кривицом талијанског доктора. У нападу мржње Кршеван ће учинити још једно убиство.

## Улоге
| Глумац               | Улога                    |
| -------------------- | ------------------------ |
| Лазар Ристовски      | Кршеван Стипцевиц        |
| Здравка Крстуловић   | Матија                   |
| Мустафа Надаревић    | Бепо Марини              |
| Милан Штрљић         | Зоро                     |
| Алма Прица           | Розалија                 |
| Ања Шоваговић Деспот | Зорка                    |
| Естер Фантон         | Ангелина                 |
| Власта Кнезовић      | Марија, часна сестра     |
| Нерео Скалиа         | Гроф де Генерис          |
| Ета Бортолаци        | Гђа Цекић                |
| Миранда Цахарија     | Грофица де Генерис       |
| Мира Фурлан          | Кармела                  |
| Душко Валентић       | Марио Чекић              |
| Зијад Грачић         | Риналдо де Генерис       |
| Јошко Шево           | Талијански цариник       |
| Антон Марти          | Талијански цариник       |
| Карло Булић          | Мушкарац                 |
| Здравка Андријашевић |                          |
| Раниеро Брумини      | Талијански часник        |
| Ратко Буљан          | Наратор                  |
| Александар Цакић     | Сељак на коњској запрези |
| Даница Цвитановић    |                          |
| Алида Дел Каро       |                          |
| Давор Дубравица      |                          |
| Нина Ерак Свртан     | Талијанска цариница      |
| Пјеро Филипи         |                          |
| Душко Гојић          | Гајдаш / Шумар           |
| Мате Јајач           |                          |

Остале улоге ▼
| Глумац            | Улога                      |
| ----------------- | -------------------------- |
| Љубо Капор        | Стриц                      |
| Гордана Кинда     |                            |
| Нико Ковач        | Господин Бјанхи            |
| Васја Ковачић     |                            |
| Маријан Ловрић    | Свећеник                   |
| Јадранка Матковић | Кате                       |
| Вања Матујец      | Девојка на вечерњој забави |
| Драго Митровић    | Матијин отац               |
| Едо Перочевић     | Рибар који растеже мрежу   |
| Гордан Пицуљан    |                            |
| Недјељко Плеше    |                            |
| Синиша Поповић    | Мусо                       |
| Соња Предован     |                            |
| Драга Прукмајер   |                            |
| Бенито Сарић      |                            |
| Филип Шарунић     |                            |
| Миа Сасо          | Сељанка у црнини           |
| Мирко Саталић     |                            |
| Томислав Соба     |                            |
| Франко Стрмотић   | Рибар с веслима            |
| Ивица Тудоровић   |                            |
| Круно Валентић    |                            |
| Глаучо Вердироси  |                            |
| Перо Врца         | Жупник                     |
| Дара Вукић        | Матијина матер             |
| Крешимир Зидарић  | Ловре                      |
| Илија Зовко       | Возач коњске запреге       |